# Wyeomyia stonei
Wyeomyia stonei is een muggensoort uit de familie van de steekmuggen (Culicidae). De wetenschappelijke naam van de soort is voor het eerst geldig gepubliceerd in 1953 door Vargas & Martinez Palacios.